# María Teresa Fernández Molina
María Teresa «Mayte» Fernández Molina (Puertollano, 2 de febrer de 1977) és una mestra i política espanyola del Partit Socialista Obrer Espanyol (PSOE). Alcaldessa de Puertollano entre 2013 i 2019, és senadora per designació autonòmica des de juliol de 2019.

## Biografia
Nascuda el 2 de febrer de 1977 a Puertollano (província de Ciudad Real).
Diplomada en magisteri, és mestra d'educació primària.
Afiliada al Partit Socialista Obrer Español (PSOE) des de jove, es va convertir en regidora de l'Ajuntament de Puertollano el 2007. Va estar al cap d'àrees de govern municipal com a les de benestar social, urbanisme, personal i contractació, a més d'exercir com a primera tinent d'alcalde. Va ser investida alcaldessa el 31 de juliol de 2013, després de la renúncia de Joaquín Hermoso, renovant el càrrec per un segon mandat després de les eleccions municipals de 2015. Fernández, que el gener de 2019 va fer públic que no es presentaria a les eleccions municipals de maig, va ser elegida pel ple de les Corts de Castella-la Manxa per al càrrec de senadora per designació autonòmica el 22 de juliol de 2019. Va adquirir la condició plena de membre de la cambra alta el 26 de juliol. Va ser nomenada presidenta de la Comissió per a les Polítiques Integrals de la Discapacitat.